# Championnat d'Islande de football de deuxième division 1986
Navigation
Saison précédente Saison suivante
La saison 1986 de 2. Deild était la 32e édition de la deuxième division islandaise. Les 10 clubs jouent les uns contre les autres lors de rencontres disputées en matchs aller et retour.
Les 2 premiers du classement en fin de saison sont promus en 1. Deild, tandis que les 2 derniers sont relégués en 3. Deild.
L'UMF Skallagrimur traverse la saison de manière désastreuse. Le club perd tous ses matchs de championnat, en inscrivant seulement 4 buts en 18 matchs. Leur défense est catastrophique puisqu'elle a encaissé 99 buts sur l'ensemble de la saison, soit une moyenne de 5,5 buts pris par match !
Le Völsungur Húsavík accède pour la première fois de son histoire à la première division, après 7 saisons passées en 2. Deild. Il est accompagné par le KA Akureyri, à l'aube d'une belle période de résultats sportifs. Son meilleur buteur, Tryggvi Gunnarsson, déjà sacré meilleur buteur la saison dernière, atteint cette saison le total record de 28 buts en 18 matchs, une performance jamais dépassée depuis.

## Compétition

### Classement
Le barème de points servant à établir le classement se décompose ainsi :
- Victoire : 3 points
- Match nul : 1 point
- Défaite : 0 point

| Rang | Équipe               | Pts | J  | G  | N | P  | Bp | Bc | Diff |
| ---- | -------------------- | --- | -- | -- | - | -- | -- | -- | ---- |
| 1    | Völsungur Húsavík    | 38  | 18 | 12 | 2 | 4  | 38 | 15 | +23  |
| 2    | KA Akureyri          | 37  | 18 | 11 | 4 | 3  | 54 | 15 | +39  |
| 3    | Vikingur Reykjavik R | 34  | 18 | 10 | 4 | 4  | 47 | 20 | +27  |
| 4    | UMF Selfoss P        | 31  | 18 | 9  | 4 | 5  | 33 | 16 | +17  |
| 5    | Einherji P           | 29  | 18 | 9  | 2 | 7  | 28 | 24 | +4   |
| 6    | KS Siglufjörður      | 28  | 18 | 8  | 4 | 6  | 32 | 23 | +9   |
| 7    | þrottur Reykjavik R  | 26  | 18 | 8  | 2 | 8  | 43 | 29 | +14  |
| 8    | ÍB Ísafjörður        | 18  | 18 | 4  | 6 | 8  | 27 | 35 | -8   |
| 9    | UMF Njarðvík         | 14  | 18 | 4  | 2 | 12 | 27 | 57 | -30  |
| 10   | UMF Skallagrimur     | 0   | 18 | 0  | 0 | 18 | 4  | 99 | -95  |

|  | Promu en 1. Deild      |
|  | Relégation en 3. Deild |

## Bilan de la saison
| Promotion et relégation |                               |
| Relégué en 3. Deild     | UMF Njarðvík UMF Skallagrimur |
| Promu en 1. Deild       | Völsungur Húsavík KA Akureyri |

## Meilleurs buteurs
| # | Buteurs              | Clubs              | Nb de Buts |
| - | -------------------- | ------------------ | ---------- |
| 1 | Tryggvi Gunnarsson   | KA Akureyri        | 28         |
| 2 | Andri Marrteinsson   | Vikingur Reykjavik | 17         |
| 3 | Sigurður Hallvarðson | þrottur Reykjavik  | 13         |
| 4 | Jon Gunar Bergs      | UMF Selfoss        | 12         |
| 4 | Sigfus Karason       | þrottur Reykjavik  | 12         |